# Обход закона
Обход закона — многоаспектное, многозначное и сложное специальное правовое понятие, зародившееся в праве Древнего Рима и дошедшее до наших дней в качестве юридического рудимента. Одно из немногих специфических правовых понятий «каучукового» характера, при этом, в отличие от некоторых аналогичных понятий, широко используемое в публицистике и в обыденном языке. В свете различных теорий «обхода закона» может даваться различное его толкование.
Понятие «обход закона» может использоваться в различных отраслях права. Наиболее известными сферами его применения является гражданское, налоговое и международное частное право (в последнем используются понятия «обход собственного закона» (fraus legi domesticae) и «обход иностранного закона») (fraus legi extraneae).

## Некоторые определения
Павел писал: «Contra legem facit, qui id facit, quod lex prohibet; in fraudem vero, qui salvis verbis legis sententiam eius circumvenit» (D. 1.3.29) («Поступает против закона тот, кто совершает запрещенное законом; поступает в обход закона тот, кто сохраняя слова закона, обходит его смысл»). Согласно Ульпиану «Fraus legi fit, ubi quod fieri noluit, fieri autem non vetuit, id fit: et quod distat verbum a sententia, hoc distat fraus ab eo, quod contra legem fit» (D. 1.3.309) («Обход закона присутствует, когда делается то, чего закон не желает, но и не запрещает; и как сказанное слово отличается от мысли, так обход закона отличается от того, что противозаконно»). Данные определения можно расценивать как не юридические, а скорее публицистическо-обыденные.
В отличие от многих других юридических понятий, понятие «обход закона» обладает весьма смутным содержанием. «Понятие обхода закона не относится ни к блестящим монетам с четкой чеканкой, которые имеют хождение в судоговорении или науке права, ни к ясным юридическим конструкциям, кристаллизующимся, как только это потребуется, со всеми их сверкающими сторонами и все время остающимися неизменными ребрами и углами. Даже для посвященных видны лишь некоторые грани и лишь слабая тенденция к четкости проявляется в окружающей её зыбкости».
В отношении понятия «обход закона» существуют самые разные взгляды, а для объяснения его природы выдвигались различные теории. Так, апологеты этого понятия утверждают, что оно обладает самостоятельной правовой спецификой и является весьма важным для правового регулирования, помогая нейтрализовать действия, которые с формальной точки зрения упрекнуть в незаконности нельзя, но которые, тем не менее, по своей сути являются противоправными: «Обходом закона является образ действий, нарушающий предписание закона не прямо, но подрывающий цель, на достижение которой это предписание направлено»; «сделки, являющиеся сами по себе не противозаконными, но заведомо направленными к достижению результатов, не допускаемых законом»; «под обходом закона понимается осуществление поведения, нарушающего интерес, обеспечиваемый обходимым законом, намеренно без вызывания действия этого закона».

## Характеристики
Первая из них — его неопределенность и способность быть употребляемым в совершенно разных ситуациях. 
Обращает на себя внимание та многозначительность и оттенки, в которых и с которыми это понятие используется. Оно использовалось для обозначения и обмана, и притворных, и мнимых, и фидуциарных сделок, а также злоупотребления правом.
Это понятие используется для характеристики изобретения института доверительной собственности в праве Англии. О. С. Иоффе при его помощи описывает случай привлечения к постоянной работе под видом договора поручения работника, должность которого штатным расписанием не предусмотрена. Л. П. Короткова характеризует им фиктивные браки.
Часто им обозначается прямое нарушение закона. Именно в таком значении оно использовано в Постановлении Президиума Высшего Арбитражного Суда РФ от 23 января 1996 г. по делу № 7770/95 (хотя в этом деле вполне можно было бы обойтись и без его употребления) .
Но в то же самое время понятие «обход» может использоваться для обозначения правомерных действий. Более того, оно может противопоставляться понятию «нарушение закона»!
Имеется ещё более интересные случаи его употребления. Так, служить «обходу закона» может толкование нормативных актов: «Не превратится ли „ученое“ искусство толковать волю закона и создавать таковую ради практических надобностей и интересов в практическое искусство… попирать и обходить законы и право сообразно тем разнообразным „видам“, „целям“ и „интересам“, в которых они в конкретных случаях действительно заинтересованы?».
Кроме того, даже действия судов могут быть объявлены «обходом закона»: Ю. И. Свядосц указывает, что «Учитывая потребности оборота, судебная практика ФРГ в обход закона разработала также институт обеспечительного присвоения…» (аналогичные примеры из мусульманского права: «Неизменность догмы религиозного права и застывшая в своем развитии доктрина привели к тому, что в судебной практике появилась масса случаев обхода закона. Например, для заключения сделки о предоставлении займа под проценты, что противоречит положению Корана о запрете ростовщичества и потому недопустимо, была разработана техника „двойной продажи“. Согласно этой технике, должник „продает“ кредитору какой-либо предмет, который кредитор тут же „продает“ обратно своему партнеру по сделке по цене выше первоначальной на сумму заранее оговоренных процентов, причем оплата должна произойти в момент истечения срока кредита. С помощью таких правовых уловок (hiyal — хияль) можно было добиться, чтобы доктрина соответствовала нормам шариата, а суды учитывали требования практики»). В чём же тогда состоит суть понятия «обход закона», если даже и суд может «обойти» закон?
Более того, законодатель, как иногда утверждается, сам может своими действиями «обходить закон».
В свете сказанного понятие «обход закона» выглядит более чем неопределенным.
Вторая характеристика понятия «обход закона» — наличие у него «амбивалентности»: как правового, так и околоправового статуса. Можно утверждать, что данное понятие во многом утратило правовой смысл и на сегодняшний день более чем наполовину перешло в околоправовые сферы, в которых собственно право смешано с политической конъюнктурой и обыденными представлениями о праве. Свидетельств тому — множество. Один из немецких авторов ещё в начале настоящего века утверждал, что «обход закона вообще является неясным понятием, выражением дилетантов». Опять-таки для того, чтобы в этом убедиться, достаточно набрать в поисковых строках Яндекса или Google слова «обход закона».
В серьёзной правовой литературе термин «обход закона» представляет достаточно большую редкость, и его употребление в ней может быть объяснено не более чем определённой традицией, эмоциональностью, стремлением к упрощенчеству, облегчению понимания для читателя или, в конце концов, некоторым невниманием к терминологии. Но если открыть такие, например, периодические издания, как «Коммерсант» (а также аналогичные ему) или «Российская газета», то на их страницах в достаточно упрощенных и рассчитанных на массового читателя статьях, посвященных праву, термин «обход закона» встречается довольно часто (при этом в первом прослеживается некоторое сочувствие к нему, а во втором положение диаметрально противоположное). Понятие «обход закона» можно достаточно часто встретить в общественной политико-правовой лексике как прошлого, так и настоящего.
Вполне очевидно то, что вторая характеристика понятия «обход закона» находится в очень тесной связи с первой. Именно его крайняя неопределенность и «размытость» обусловливает его амбивалентность, возможность быть использованным как непосредственно в праве, так и в обыденной речи на правовую тему, как профессиональными юристами, так и поверхностно знакомыми с правом журналистами («амбивалентность» понятия «обход закона» проявляется ещё и в том, что оно может использоваться как для обозначения неправомерных, так и правомерных действий. По этой причине понятие «обход закона» действительно является в праве достаточно уникальным явлением). В свою очередь, использование понятия «обход закона» в околоправовой сфере способствует ещё большей его неопределенности и «размытости».
Третья характеристика понятия «обход закона» — его эмоциональная окраска. Данная черта может быть обнаружена во многих из приведенных примеров. Стоит также упомянуть, что очень характерной демонстрацией «эмоциогенности» понятия «обход закона» являются некоторые работы, специально ему посвященные (В качестве примера можно привести работу швейцарца Ветша «Die Umgehung des Gesetzes» (Zurich, 1917), в которой с первой страницы начинается апология понятия «обход закона»).
Связь этой последней характеристики с двумя предыдущими также вполне очевидна. «Размытость» понятия «обход закона» корреспондирует с его эмоциональностью (любая эмоция характеризуется отсутствием у неё четких очертаний), равно как с последней далеко не случайно оказывается удачно сочетающимся и околоправовой статус данного понятия. В свою очередь, такая эмоциональная окраска всячески способствует закреплению за понятием «обход закона» первых двух отмеченных его характеристик.
Все три отмеченные характеристики понятия «обход закона» являются тесно между собой связанными, переплетающимися и взаимно друг друга закрепляющими.

## Англо-американское право
Англо-американское право не склонно к использованию понятия «обход закона». Конечно же, в нём имеются понятия (evasion of law, circumvention of law), аналогичные понятию «обход закона», но, тем не менее, они играют в этой системе права весьма незначительную роль.
Отличительным для английского права является то, что сама идея «обхода закона», в отличие от Франции, никогда не разрабатывалась.
Место и значение понятия «обход закона» в английском праве очень напоминает место и значение выражения «fraus legi» в римском праве (а оно было в нём очень незначительно), а современное английское право показывает, к чему могло прийти бы римское право в отношении понятия «fraus legi», продолжай оно развиваться дальше. Это и неудивительно, принимая во внимание близость и схожесть генезиса римского и английского права. Немалую роль для такого результата сыграл практицизм английского права, аналогичный практицизму римских юристов. В этом плане очень точно высказался по поводу теории «обхода закона» один из скандинавских авторов: «Она имеет налет правового толкования, который чужд поколению юристов с небольшим опытом обращения с абстрактной теорией и меньшей склонностью к ней».
В США «не существует доктрины обхода закона» и в законодательстве этот термин практически не используется. В США существовал «Унифицированный закон о браках, заключаемых путём обхода закона» 1912 г. («Uniform Marriage Evasion Act»), действовавший, однако, всего в пяти штатах. Следует также отметить, что первый Свод законов США о коллизионном праве 1934 г. (Restatement of the Law of Conflict of Laws First) содержал статью 129 «Обход закона домицилия». «Унифицированный закон о браках, заключаемых путём обхода закона» ввиду малого количества присоединившихся к нему штатов утратил силу в 1943 г., а принятый в 1969 г. Второй Свод законов США о коллизионном праве (Restatement of the Law Second. Conflict of Laws) отказался от такой традиционной теории.
В англо-американском праве судьи строго относятся к закону и приводят в действие только те последствия, которые им прямо предусмотрены. В целом считается, что доктрина «обхода закона» противоречит английскому идеалу связи между свободой и правом.
Трудно найти для характеристики подхода англо-американского права к понятию «обход закона» более правильные и точные слова, чем те, которые использовал английский судья Крэнворт в решении по делу Edwards v. Hall: «Я никогда не понимал, что означает обход парламентского закона; или этот закон распространяется на вас или нет. Если он на вас не распространяется, у вас есть право избегать его действия, не подпадать под его запрет; если он на вас распространяется, то надо это сказать, и тогда то, в чём должны состоять ваши действия — ясно».
Можно процитировать ещё и следующее судебное высказывание: «В определённом смысле никто не может „обойти“ парламентский закон, то есть суд обязан так толковать каждый парламентский закон, чтобы позаботиться о том, что если что-то действительно запрещено, то оно и было бы объявлено не влекущим правовых последствий. С другой стороны, можно „избегать“ делать то, что запрещено парламентским законом, и можно совершать нечто равным образом выгодное для вас, что парламентским законом не запрещено. Если действия подпадают под запрет закона, тогда имел бы место обход в первом смысле. Если же они не подпадают, то тогда это обход во втором смысле, то есть „избежание“ применения закона, тем самым не могущее вызывать какие-либо возражения. Если деловая операция проводится и управляется женой, по той признанной причине, что в отношении её мужа производится принудительное взыскание долга, то в данном случае нет никакого обхода, но имеет место избежание ответственности по взысканию в исполнительном производстве».

## Европейское право
В важнейших официальных нормативных документах Европейского Союза понятие «обход закона» не используется.
На Internet-сайте Европейского суда справедливости (далее — ЕСС) размещено приблизительно 40 тысяч актов. На запрос по словам «обход закона» (также на английском и французском языках) появляется не более 25—30 актов, причем, большая часть из них — это не сами судебные решения, а мнения Генеральных атторнеев суда. При этом сам ЕСС не часто и очень неохотно использует этот термин, хотя в национальных законодательствах понятие «обход закона» и, как следствие, — в правовых позициях сторон, отраженных в этих малочисленных актах, присутствует. В итоге можно сделать вывод, что данный термин встречается в аргументах сторон, в тех вопросах, которые стороны спора просят ЕСС рассмотреть, но в выводах самого ЕСС он является редким исключением: ему ЕСС предпочитает понятие «злоупотребление правом».
Что же касается Европейского суда по правам человека (далее — ЕСПЧ), то его также нельзя отнести к числу сторонников понятия «обход закона». Так, на настоящий момент на официальном сайте ЕСПЧ сосредоточено около 50 тысяч актов. В результате запросов по словам «обход закона» на английском и французском языках находится только около 40 документов.
Определённо можно сказать, что ЕСПЧ старается избегать употребления и применения термина (и доктрины) «обход закона». Стороны могут ссылаться на «обход закона» в действиях другой стороны спора; национальные государственные судебные инстанции также прибегают к данному термину, но ЕСПЧ разрешает споры на основании Европейской конвенции по правам человека и Протоколов к ней и применяет, соответственно, их положения.
В качестве ярких примеров можно привести:
a) Постановление от 29 октября 1992 г. по делу Open Door и Dublin Well Woman против Ирландии (заявления № 14234/88; 14235/88). По данному делу ЕСПЧ признал, что права заявителей (женские клиники — Open Door и Dublin Well Woman) по ст. 10 Конвенции («Свобода выражения мнения») были нарушены. Содействие клиник женщинам в получении медицинской помощи за рубежом в связи с абортами, запрещенными в Ирландии, ЕСПЧ никоим образом не связал с «обходом закона», хотя национальные суды основывали свои решения именно на том, что клиники «обходили» закон Ирландии при помощи иностранного права.
b) Постановление от 28 сентября 2007 г. по делу Вагнер и Дж. М. В. Л. против Королевства Люксембург (жалоба № 76240/01). В данном деле ЕСПЧ также признал отсутствие попытки «обхода закона» со стороны незамужней подданной Люксембурга Вагнер, которая усыновила ребёнка в Перу по законам этой страны (законы Люксембурга не позволяли усыновление лицам, не состоящим в браке), и затем попыталась признать усыновление со стороны властей Люксембурга, в чём ей было отказано со ссылкой на «обход закона». ЕСПЧ признал наличие нарушения ст. ст. 14 («Запрещение дискриминации») и 8 («Право на уважение частной и семейной жизни») со стороны Люксембурга.
Такой подход европейского права легко понять.
Во-первых, оно пользуется популярностью в праве не всех членов ЕС.
Во-вторых, оно всегда «окрашено в национальные тона», а ЕС нуждается скорее в унифицированном праве.
В-третьих, в Европе неизбежно существуют определённые различия между правом ЕС и национальным правом. Приоритетом пользуется первое, хотя иногда некоторые государства пытаются заявлять, что их субъекты прибегают к праву ЕС именно для того, чтобы «обойти» национальное право. Само собой разумеется, что в ЕС такие попытки и в их свете использование понятия «обход закона» поощряться не могут.
В-четвертых, стоит только начать широко использовать данное понятие самим органам ЕС, как тут же члены ЕС начнут настаивать на его применении для обоснования того, что их субъекты пользуются, например, свободой перемещения именно для «обхода» их национальных законов, что в политику ЕС также не вписывается.
Что же касается ЕСПЧ, то можно ещё подчеркнуть, что в своей деятельности он руководствуется идеей защиты прав человека и хотя признает возможность ограничения таких прав государствами в определённых рамках, однако не при помощи такой неопределённой идеи как «обход закона».

## Романо-германская правовая семья
Невозможно отрицать то, что понятие «обход закона» используется в праве Франции, Испании, Италии.
Но вряд ли они могут сегодня служить образцом для отечественного права, которое ближе к немецкому праву. Но бесспорно и то, что это понятие часто используется и в Германии. Однако тут важно сделать оговорку: его использование характерно именно для судебной практики и тесно связано с учением о толковании правовых норм (выявление цели закона), нежели с институтом злоупотребления правом, как это предлагается в проекте ГК РФ. Более того, понятие «обход закона» немецкие цивилисты не склонны выделять в отдельный институт или подинститут. Глубокий анализ особенностей данного понятия в немецком праве был дан в заключении (недоступная ссылка) от 2 февраля 2011 г., подготовленном Институтом зарубежного и международного частного права имени Макса Планка (Гамбург) для кафедры международного частного и гражданского права МГИМО (Университета) МИД РФ.
В любом случае в немецком праве значение этого понятия меньше, чем в странах романского права. Причины этого сугубо исторические и культурологические. Одна из них, кроется в том, что фундаментом, на котором было воздвигнуто величественное здание немецкого права, были логика и правовой формализм, в отличие от французского права, по своей природе более «эмоционального» и политизированного: «В правовом пространстве немецкоязычных стран в 19 веке под влиянием теории пандектного права была разработана формальная юридическая техника с исключительно четким понятийным аппаратом, которая не нашла отзвука во Франции, в правовой культуре которой скорее чувствовалось влияние политики…» .

## Российское право
В праве Российской Империи понятие «обход закона» использовалось весьма редко, причем в основном в доктрине и в судебной практике. Но при этом под ним всегда понималось использование той или иной формы маскировки неправомерности. В специальных работах также давалась критика иного понимания понятия «обход закона».
Однако подробно проблематика «обхода закона» в российской цивилистике до 1917 г. не рассматривался. В работах известных ученых того времени (Д. И. Мейера, Г. Ф. Шершеневича, Ю. С. Гамбарова) это понятие употребляется, но редко и эпизодически, скорее в контексте отдельных ситуаций и без приведения его определений, без анализа признаков «обхода закона» и связанной с ним проблематики.
«Обход закона» рассматривался не как отдельная заслуживающая внимания проблема, а не более чем нюанс различных единичных проблем, с которыми вполне может справиться судебная практика.
Чаще всего «обход закона» отождествляется с обманом, притворностью и мнимостью. В этой связи очень большой интерес представляет решение российского Сената № 49, вынесенное в 1881 г., в котором очень удачно передается суть «обхода закона»: «Между супругами Зориными происходил спор о принадлежности дома. Частный поверенный Бориславский предложил Зорину такой обход закона: последний выдает первому фиктивные векселя на сумму 800 руб. Векселя были выданы, причем Бориславский обязался деньги, вырученные за продажу дома, за исключением 50 руб., возвратить Зорину. Адвокат предъявил векселя по взысканию, получил исполнительные листы, дом продал, деньги взыскал, но при расчете произошел спор. Казанская судебная палата осудила адвоката за обход закона при продаже дома… и исключила из числа частных поверенных». «Хотя этот образ действия, — говорит Сенат, — Бориславский называет только процессуальной стороной дела, но эта процессуальная, по внешней форме, законная сторона дела скрывала за собой другую, предосудительную. Всякое действие частного поверенного, совершенное им в обход закона, есть само по себе действие предосудительное… Документы, на которые Бориславский ссылается, могли бы удовлетворить лишь внешнюю сторону дела, которая в настоящем случае прикрывала собою другую сторону дела, то есть сторону внутреннюю, а эта внутренняя сторона… направлена была на обход закона… Они (частные поверенные) обязаны руководствоваться законом, не прибегая при ведении дела ни к каким уловкам в обход и обман закона».
Кстати, в законодательстве Российской Империи об иностранцах понятие «обход закона» часто употреблялся в качестве синонима слова «обман».
Любопытно отметить, что ряд авторов (например, Е. Н. Трубецкой) связывал понятие «обход закона» с проблемой толкования правовых норм, что было вполне в русле немецкой доктрины и судебной практики. Не исключено, что именно по этому пути и пошла бы российская цивилистика, если бы не события 1917 года.
Кстати, понятие «обход закона» не использовалось и в проекте Гражданского уложения Российской Империи, подготовленного в начале XX века.
Впервые в серьёзном отечественном законодательном акте понятие «обход закона» появилось в 1922 году Оно было включено в ст. 30 ГК РСФСР 1922 г.: «Недействительна сделка, совершенная с целью, противной закону или в обход закона, а равно сделка, направленная к явному ущербу для государства».
Изучение истории разработки данного документа позволяет с уверенностью утверждать, что внедрение в него данного понятия являлось с исторической точки зрения не более чем случайностью, правда случайностью, весьма отвечавшей интересам советской власти. Как известно, работа над ГК РСФСР 1922 г. длилась всего лишь несколько месяцев, причем в неблагоприятных условиях, а в качестве основы для его составления было взято немецкое право, в котором понятие «обход закона» в определённой степени присутствовало. Скорее всего, понятие «обход закона» было механистически заимствовано составителями этого ГК, причем заимствовано достаточно некритически, без учёта специфики его действительного места в немецком праве. Таким образом, наличие в ГК РСФСР 1922 г. понятия «обход закона» являлось своего рода случайностью, обусловленной некритическим выбором исходного материала и определённой небрежностью при составлении данного ГК. Наличие такой небрежности не отрицали и сами его авторы. Очевидным является и то, что законодательная техника в этом кодексе была принесена в жертву быстроте его составления: «Техническая ценность их редакции поразительно непропорциональна ценности их социологического содержания… недостатки формы, внешние недостатки, которые безобразят эти Кодексы, находят себе объяснение и извинение в лихорадочной поспешности, с которой были введены в действие эти Кодексы».
Однако эта случайность, как уже указывалось, оказалась весьма удачной с точки зрения интересов советской власти и возможно, что этот фактор был не последним в ходе принятия решения о внедрении понятия «обход закона» в ГК РСФСР 1922 г. Используя неопределенность понятия «обход закона», советская власть могла признать недействительной любую сделку, не отвечавшую её интересам, и именно на это были нацелены все её устремления. В самой литературе по частному праву признавалось, что признание некоторых сделок сделками в «обход закона» обусловлено особенностью советского хозяйственного строя, и тот же подход демонстрировала судебная практика. Следует также отметить, что внедрение понятия «обход закона» в ГК РСФСР 1922 г. также вполне соответствовало природе советского права: как уже говорилось, это понятие наиболее часто встречается в регулировании, отличающемся императивностью и публичным характером.
Однако начиная с 30-х годов понятие «обход закона» перестает привлекать внимание советских ученых, оно используется в основном в теоретических работах, причем часто чисто механистически. В 50-х годах на него вновь обращается некоторое внимание, но только для того, чтобы высказать в его отношении критические замечания. В результате ГК РСФСР 1964 г. отказался от использования понятия «обход закона», и оно практически исчезает из советского гражданского права. В самом начале действия ГК РСФСР 1964 г. о нём ещё с сожалением вспоминали (правда, говоря при этом по сути дела опять-таки о мнимости и притворности).
В то же время в этот период в советском праве достаточно активно анализируются и развиваются все термины, охватываемые понятием «обход закона»: «обман», «злоупотребление правом», «основы советского строя», «цель, противная интересам советского государства и общества», «моральные принципы общества, строящего коммунизм». По этой самой причине никакой серьёзной необходимости в использовании понятия «обход закона» не возникает: на смену ему пришли более точные специальные термины.
Исчезновение понятия «обход закона» из советского гражданского права во многом было обусловлено отказом от рыночных отношений в конце 20-х годов. Но все же представляется, что основную роль в отказе от него сыграло то, что это понятие обладало неприемлемыми для науки и практики чертами. Исчезновение понятия «обход закона» из советского гражданского права явилось вполне закономерным итогом развития юридической техники последнего.
В то же время нельзя не отметить и то, что ту важную для государства роль, которую в условиях НЭПа играло понятие «обход закона», в ГК РСФСР 1964 г. стала исполнять ст. 49 «Недействительность сделки, совершенной с целью, противной интересам государства и общества» («Если сделка совершена с целью, заведомо противной интересам социалистического государства и общества, то при наличии умысла у обеих сторон — в случае исполнения сделки обеими сторонами — в доход государства взыскивается все полученное ими по сделке, а в случае исполнения сделки одной стороной с другой стороны взыскивается в доход государства все полученное ею и все причитавшееся с неё первой стороне в возмещение полученного; при наличии же умысла лишь у одной из сторон все полученное ею по сделке должно быть возвращено другой стороне, а полученное последней либо причитавшееся ей в возмещение исполненного взыскивается в доход государства»).
Несложно заметить сходство конструкции в данной статье с теорией «обхода закона», предлагающей считать недопустимыми именно те действия, которые идут вразрез с целью или интересами закона: формально такие действия никакие правила не нарушают, но достигают цель, которой закон противится, или ущемляют его интересы.
В 1994 г. от такой конструкции в первой части ГК РФ отказались как не соответствующей требованиям рынка (вместо неё в ГК РФ появилась ст. 169 «Недействительность сделки, совершенной с целью, противной основам правопорядка и нравственности»).
Однако в Концепции развития гражданского законодательства Российской Федерации (недоступная ссылка), которая разрабатывалась на основании Указа Президента РФ от 18 июля 2008 г. № 1108 «О совершенствовании Гражданского кодекса Российской Федерации» и была одобрена 7 октября 2009 г. Советом по кодификации и совершенствованию гражданского законодательства, в п. 2.2 содержится следующее указание: «Целесообразно воспринять опыт судебной практики и детализировать в статье 10 ГК понятие иных форм злоупотребления правом, отнеся к их числу заведомо или очевидно недобросовестное поведение субъекта права, действия в обход закона (императивных норм) и т. п.».
В проекте изменений в ГК РФ, представленном общественности в ноябре 2010 г., содержится новая версия ст. 10 «Пределы осуществления гражданских прав» (ниже она приводится в сравнении с действующей редакцией ст. 10 ГК РФ (нововведения выделены полужирным шрифтом, тогда как слова, которые предлагается исключить, курсивом)): «1. Не допускаются действия граждан и юридических лиц, осуществляемые осуществление гражданских прав исключительно с намерением причинить вред другому лицу, действия в обход закона, а также злоупотребление правом в иных формах иное заведомо недобросовестное осуществление гражданских прав (злоупотребление правом).
Не допускается использование гражданских прав в целях ограничения конкуренции, а также злоупотребление доминирующим положением на рынке.
2. В случае несоблюдения требований, предусмотренных пунктом 1 настоящей статьи, суд, арбитражный суд или третейский суд, с учётом характера и последствий допущенного злоупотребления, полностью или частично может отказать отказывает лицу в защите принадлежащего ему права, а также применяет иные меры, предусмотренные законом.
3. В случаях, когда закон ставит защиту гражданских прав в зависимость от того, осуществлялись ли эти права разумно и добросовестно, разумность действий и добросовестность участников гражданских правоотношений предполагаются.
3. В случае, когда злоупотребление правом выражается в совершении действий в обход закона, последствия, предусмотренные пунктом 2 настоящей статьи, применяются, если иные последствия таких действий не установлены настоящим Кодексом.

4. Если злоупотребление правом повлекло нарушение права другого лица, такое лицо вправе требовать возмещения причиненных этим убытков (статьи 15, 1064).
5. Добросовестность участников гражданских правоотношений и разумность их действий предполагаются».